# Johan Ericsson (1834–1894)
Johan Apollonius Ericsson, född 10 mars 1834 i Lommaryds församling, Jönköpings län, död 27 december 1894 i Linderås församling, Jönköpings län, var en svensk hemmansägare och riksdagsman.
Ericsson var ledamot av riksdagens andra kammare.